# So mnoju vot tjto proiskhodit
So mnoju vot tjto proiskhodit (russisk: Со мною вот что происходит, da.: Det er hvad der sker for mig) er en russisk spillefilm fra 2012 instrueret af Viktor Sjamirov.

## Medvirkende
- Gosja Kutsenko som Artjom
- Viktor Sjamirov som Valentin
- Aleksandra Petrova som Aljona
- Olesja Zjeleznjak som Nastja
- Margarita Sjubina som Olga